# Duilio Zotti
Duilio Zotti (Monfalcone, 18 settembre 1921 – ...) è stato un calciatore italiano, di ruolo portiere.
Ha giocato in Serie A con le maglie di Milan e Lucchese.